# ようこそ運ダーランド
『ようこそ運ダーランド』（ようこそうんダーランド）は、東海テレビ（THK）の制作により、フジテレビ系列（クロスネット局を除く）において、不定期の土曜日に放送されている特別バラエティ番組である。

## 概要
これまでのキャリアを運で積み上げた人や、1年の中で仕事でのブレイクや私生活での幸せを掴んだ人たちを集め、運だけが試される謎の遊園地「運ダーランド」にて運試し勝負を行うゲーム番組。1人ずつ脱落する運試しゲームを行い、最後まで生き残った1人がその年の「最強運者」の称号と副賞として星野リゾートスイートルームペア宿泊券が与えられる。

## 出演者
見届け人
- 滝沢カレン
- 長谷川忍（シソンヌ）

案内人
- 高橋知幸（東海テレビアナウンサー）（第1回・第2回）
- 伊藤大悟（東海テレビアナウンサー）（第3回）

ナレーション
- 早見沙織

出場者
第1回
- JP
- ZAZY
- 深澤辰哉（Snow Man）
- 阿部亮平（Snow Man）
- やす子
- ゆうちゃみ
- 大久保嘉人
- 小宮浩信（三四郎）
- 相田周二（三四郎）

第2回
- 大江裕
- 酒井貴士（ザ・マミィ）
- 紫吹淳
- 中西茂樹（なすなかにし）
- 那須晃行（なすなかにし）
- 深澤辰哉（Snow Man）
- みなみかわ
- 森香澄
- やす子
- レッツゴーよしまさ

第3回
- 酒井健太（アルコ&ピース）
- 平子祐希（アルコ&ピース）
- 大西流星（なにわ男子）
- 中村海人（Travis Japan）
- 村重杏奈
- 森香澄
- ウルフ・アロン
- キンタロー。
- みなみかわ

## 放送リスト
- 第1回 2022年12月25日 0:00 - 0:55 「ようこそ運ダーランド～今年イチの強運は誰だ?～」
- 第2回 2023年10月7日 23:50 - 24:45[1]「ようこそ運ダーランド～最強運No.1決定戦 2023秋～」
- 第3回 2024年12月28日 23:55 - 24:50 「ようこそ運ダーランド2024～今年イチの強運は誰だ?～」

## 内容

### 第1回
舞台はさがみ湖プレジャーフォレスト。
審判の扉
入園時に配られる9本のアルコールスプレーの内、1本だけ激クサスプレーとなっており、それを引いてしまった人が脱落。
特別なロケ弁
8人に自由に席を座ってもらい打ち合わせが始まる中、目の前に置かれたロケ弁が本物ではなく腕が飛び出して来る席を選んだ人が脱落。
微笑みの観覧車
1人ずつくじを引いて出た数字の観覧車のゴンドラに乗車。頂上に着いたら中にあるくす玉を引き「ラッキー」が出ればセーフ。ドクロを引くと脱落&中にある箱から煙が飛び出す罰。
大空天国
6つのカメラ付きヘルメットの中から好きな物を選び絶叫マシンを体験。乗車後にリアクションをチェックするが、5つは普通に作動するカメラだが1つだけ壊れており、リアクションが撮れていなかった人が脱落。
トランプSTREET
収録前にマネージャーに渡した1万円を各人の顔写真が描かれたトランプに貼り園内の所定の場所にスタッフが放置。15分間園内の一般客に拾われなければクリア。一番最初に拾われた人が脱落かつそのお客さんに1万円をプレゼントしなければならない。
わんぱくBBQ
カップ焼きそばの湯切りを1つのシンクで行い、「ボコッ」と音をさせてしまった人が脱落。湯切りは1人2秒以上行わなければならない。
さらに決着後には水が振る舞われるが、その中に1つだけある激すっぱ水を飲んでしまった人も脱落。
ハングリーDOGラン
犬が好きなおやつが塗られたメガネをかけ、腹ペコの犬に舐められた人が脱落。生き残った2人は最終決戦進出。
リボーンゲート
ここまでに脱落した7人で敗者復活戦を実施。3つの関門を突破した1人が敗者復活。
激酸っぱの門
7つのリンゴジュースのうち2つある激酸っぱジュースを飲んでしまった2人が脱落。
激クサの門
5つの大福のうち3つあるくさや入りの大福を食べた3人が脱落。
幸運の門
10本あるアイスキャンディーを食べて行き、先に当たりを引いた1人が敗者復活・最終決戦進出。
バズーカアイランド
三角形に設置されたクリーム入りバズーカの中から1つを選ぶが、2丁はクリームが発射され1丁は空砲。それぞれ右となりの人にバズーカを発射し、唯一クリームを浴びなかった1人が「最強運者」として優勝となる。勝つためには「自分が当たりを選び、自分に向けて発射する人が空砲を引く」必要がある。

### 第2回
舞台は富士急ハイランド。
ビリビリペン
事前打ち合わせにて、富士急ハイランドのオーナーの娘「アオイちゃん」（番組による架空の設定）にサインを書くが、10色あるサインペンの中から1本あるビリビリペンを引いた人が脱落。
ランチャーゲート
9つあるゲートに各自1人ずつバラバラで入場。ハズレのゲートを選んだ人は兵士からネットランチャーで捕獲され脱落。
運命のお立ち台
それぞれ1番から8番まででリーチがかかったビンゴカードが用意。1枚選び、1球ずつ抽選してビンゴが揃った人から勝ち抜け。最後まで残った人が脱落&クールジャッパーンによる水しぶきの罰。抽選機は1球目は進行の高橋アナ、2球目以降は直前にビンゴした人が回す。
失われた思い出コースター
FUJIYAMAに用意された7席の中から好きな席に座り体験。しかし、SDカードのうち1枚はアオイちゃんの誕生日お祝い動画が入った録画できない（リアクションが撮影できていない）SDカードとなっており、そのSDカードが入っていた席の人が脱落。
トランプストリート
前回と同様。
なりきりライダー
本来は新アトラクション「ZOKKON」で行う予定だったが運転休止となったため急遽ティーカップに変更。バイク用に用意されていたコスプレ衣装の中から1つを選び着用するが、うち1つのグローブには激クサスプレーが噴射されており、それを選んだ人が脱落。
さらに撮影準備中に用意されたかき氷のうち1つが激すっぱかき氷となっており、それを食べた人も脱落。
ぺこぺこレストラン
前回の「わんぱくBBQ」と同様のゲーム。しかし、全員がクリアしたため急遽おしぼりを用意し、1本ある激クサおしぼりを選んだ人が脱落。残った2人は最終決戦進出。
わんわんパーク
ここまで脱落した8人による敗者復活戦。アオイちゃんの飼い犬「ケルベロス（ドーベルマン）」に因んだ3つの関門を最後まで生き残った1人が最終決戦進出。
わんわん顔パッチン
8つの椅子の中から好きな席を選び、洗濯バサミを顔につける。3つのみケルベロスに繋がっており、洗濯ばさみが外れた3人が勝ち上がり。
顔はめベロベロわんわん
ケルベロスが好きなバターが塗られた3つの顔はめパネルから顔を出し、顔を舐められた1人が脱落。
わんわんスイーツ
2つのおやつのうち、1つは人間でも食べられる美味しいスイーツ、1つは人間の口には合わない犬用おやつ。それぞれ選んで同時に食べ、人間用スイーツを選んだ人が敗者復活・決勝進出。外した方はケルベロスに噛まれるのをプロテクターで受け止める罰を受ける。
バズーカコロシアム
前回のバズーカアイランドと同様。

### 第3回
舞台は横浜・八景島シーパラダイス。
始まりの船
「それぞれ2人乗り用ゴムボートに乗って海上でオープニングを撮る」という流れでそれぞれ好きなゴムボートを選択。しかし、1艘だけ同乗するカメラマンが持つカメラがクリームバズーカになっており、そのゴムボートに乗ってしまった人が脱落。
酸っぱ水
オープニング撮影後スタッフに用意された8本の水のうち1本だけある酸っぱ水を選んでしまった人が脱落。
身代わりコースター
ジェットコースターが怖くて乗れないアオイちゃんのために身代わりで乗ることになり、見た目もアオイちゃんになりきるために7つのカツラから1つを選択し、7つの座席から1つを選択し乗車。しかし、実は1つだけ風圧でハゲ上がってしまうカツラとなっており、それを選んだ人が脱落。しかし、本番ではうまくハゲ上がらなかったためブロワーで強制的に結果を発表した。
イカ墨ペットボトルロケット
水の代わりにイカ墨が入ったペットボトルロケット6台の前にそれぞれ寝そべる。本当に発射されるのは1台だけであり、発射されてイカ墨まみれになった1人が脱落。
爆発バルーンクイズ
中継先の何も知らない一般客3人に多答クイズを出題。一方でプレイヤーたちは風船を持ち、一般客が正解すれば次の人に渡すことができる（端まで来た場合は折り返して次の人に渡す）。爆発した時点で風船を持っていた人が脱落。順番はプレイヤー間の話し合いで決定。
占いばぁばハリセン
占い師にまずは実際に占いをしてもらった後、占い師に目隠しをしてもらいプレイヤーは囲むように外向きに直立。占い師が目隠ししたまま回転した後、ハリセンで叩かれた人が脱落。
フィッシュorドクター?
水槽にある3つの穴に足を入れる。2つは本物のドクターフィッシュが入っており、それを選べば決勝進出。ハズレの1つを選ぶと脱落・激痛足つぼの罰。
敗者復活戦・激クサまんじゅう
7つのまんじゅうのうち6つがくさや入りの激クサまんじゅう。1つだけある普通の甘いまんじゅうを選んだ人が敗者復活・決勝進出。
決勝戦・運命の糸
10本の糸のうち3本がそれぞれの頭上にある水風船につながっており、3人が順番に糸を切り頭上の水風船が割れた人は敗退。相手に切られるのはもちろん、自爆しても敗退。最後まで残った1人が「最強運者」として優勝となる。

## スタッフ
- 製作著作:東海テレビ